# Križni Vrh (gmina Slovenska Bistrica)
Križni Vrh – wieś w Słowenii, w gminie Slovenska Bistrica. W 2018 roku liczyła 264 mieszkańców.